# Fontaine-au-Pire
Fontaine-au-Pire település Franciaországban, Nord megyében. Lakosainak száma 1209 fő (2022. január 1.). Fontaine-au-Pire Beauvois-en-Cambrésis, Carnières, Cattenières, Caudry, Haucourt-en-Cambrésis és Ligny-en-Cambrésis községekkel határos.

## Népesség
A település népességének változása:
| Lakosok száma | 1196 | 1207 | 1231 | 1215 | 1218 | 1220 | 1217 | 1213 | 1209 |
|               | 2013 | 2015 | 2016 | 2017 | 2018 | 2019 | 2020 | 2021 | 2022 |